# Erkki Pirtola
Erkki Samuli Pirtola, född 18 maj 1950 i Kuopio, död 23 januari 2016 i Helsingfors, var en finländsk konstnär och konstkritiker. 
Pirtola studerade 1971–1978 vid Helsingfors universitet och 1973–1974 vid Fria konstskolan. Han skrev konstkritik och -kommentarer bland annat för Ilta-Sanomat, radio och television. Som konstnär befann han sig ständigt i opposition mot konventionerna och utmanade gärna "den goda smaken" i bland annat tecknade serier, fotografier, videoprogram och performances. Mest känd blev han för sina insatser bakom utställningar av så kallad "ITE"-konst (ITE = "itse tehty elämä") med verk av bygdeoriginal och andra icke-professionella målare och skulptörer, hos vilka han spårade uttryck för en genuin skaparlust. Han verkade även som lärare, bland annat vid en egen konstakademi som han upprätthöll 1989–1990.